# Lizartza
Lizartza en basque ou Lizarza en espagnol est une commune du Guipuscoa dans la communauté autonome du Pays basque en Espagne.

## Toponymie
La municipalité a adopté en 1980 la graphie Lizartza, en accord avec l'orthographe moderne de la langue basque. Le nom signifie étymologiquement lieu des frênes abondants, de lizar (frêne en basque) et -tza ou -za', un suffixe qui indiquant l'abondance.
Lizartza ne doit pas être confondu avec Estella-Lizarra, qui est une localité navarraise.

## Géographie
Lizartza est situé dans le centre-est du Guipuscoa. Son territoire municipal est traversé du sud au nord par la rivière Araxes, affluent du fleuve d'Oria. La localité de Lizartza se situe dans le fond de la vallée de l'Araxes. La zone du territoire municipal est plus montagneuse et se termine sur la montagne Otsabio de presque 800 mètres d'altitude.

## Localités limitrophes
Elle est limitée au nord par les communes de Leaburu et de Gaztelu, à l'est par Gaztelu et Orexa, au sud avec la vallée navarraise d'Araitz, une petite enclave de Gaztelu et l'enclave de Bedaio appartenant à Tolosa, et à l'ouest par la municipalité d'Altzo.
Lizartza possède trois petites enclaves dans son territoire municipal :
- L'enclave d'Anakar est située légèrement à l'ouest de la partie principale du territoire municipal et limitée nord et au sud respectivement par Gaztelu et Orexa.
- L'enclave d'Orunbe limitée par Araiz (Navarre), Oreja et avec les enclaves d'Uli Gaztelu et de Zotzune de Oreja.
- L'enclave d'Uli limitée par la commune navarraise d'Areso, avec Berastegi et avec l'enclave d'Uli-Gaztelu.

## Démographie
| 1900 | 1910 | 1920 | 1930 | 1940 | 1950 | 1960 | 1970 | 1981 | 1991 | 2000 | 2005 |
| ---- | ---- | ---- | ---- | ---- | ---- | ---- | ---- | ---- | ---- | ---- | ---- |
| 607  | 606  | 634  | 608  | 622  | 710  | 862  | 908  | 806  | 697  | 581  | 614  |

## Personnalités
- Gil Martínez de Lizarza (Lizarzaburu): au service d'Alfonse XI de Castille participa à la conquête d'Algésiras où il captura trois tours qui ornèrent son blason.
- Sancho Martínez de Lizarza (Lizarzaburu): militaire remarquable en 1512 lors de la bataille de Belate, pour la conquête du royaume de Navarre pour le compte de Ferdinand le Catholique. Donne l'origine à la famille Lizarzaburu, et depuis lors, obtiendra le lignage ornant son blason avec douze canons, comme l'ancien blason du Guipuscoa.
- Luis de Lizarzaburu: lieutenant d'un des hommes d'arme de l'empereur Charles Ier d'Espagne, Alonso de Idiáquez. Il se fera remarquer durant la guerre des Flandres, faisant partie de l'escadron d'Idiáquez et au siège naval et terrestre de Fuenterrabia.
- Bartolomé de Guibelalde: militaire, colonel, remarqué lors de la guerre d'indépendance espagnole contre Napoléon. Ensuite, lutta dans la bande carliste durant les guerres civiles au XIXe siècle. Fut Maréchal de camp et commandant général du Guipuscoa durant la première guerre carliste. Il participa à la prise de Bergara et au siège de Getaria.
- Vicente Olaechea: né en 1956. Joueur de pelote basque (pala)
- Roberto Bertol: footballeur qui joua à l'Athletic Bilbao entre 1940 et 1949. Jouait au poste de milieu de terrain. Il gagnera trois titres de la Copa del Rey avec ce club, jouant de plus les finales de 1944 et 1945. Fut deux fois international.

### Sources
- (es) Cet article est partiellement ou en totalité issu de l’article de Wikipédia en espagnol intitulé « Lizarza » (voir la liste des auteurs).